# Джем (Бушир)
Джем (перс. جم‎) — город на юге Ирана, в провинции Бушир. Административный центр шахрестана  Джем. Крупный центр нефтехимической и газоперерабатывающей промышленности.

## География
Город находится в южной части Бушира, на равнине Гермсир, между побережьем Персидского залива и хребтами юго-западного Загроса, на высоте 634 метров над уровнем моря.
Джем расположен на расстоянии приблизительно 190 километров к юго-востоку от Бушира, административного центра провинции и на расстоянии 870 километров к югу от Тегерана, столицы страны.

## Население
На 2006 год население составляло 10 809 человек; в национальном составе преобладают персы, в конфессиональном — мусульмане-сунниты.